# Mumlava
Mumlava (în germană Mummel) este un râu de munte din Cehia, un afluent de stânga al râului Jizera. Curge prin Regiunea Liberec și are o lungime de 12,6 kilometri (7,8 mi). Bazinul său hidrografc are o suprafață de 51,6 kilometri pătrați (19,9 mi2).
Râul este cunoscut pentru Cascada Mumlava, care este cea mai mare și cea mai vizitată cascadă din Cehia.

## Etimologie
Numele râului în limba germană este Mummel. A fost derivat din cuvântul mummeln, adică „mormăit”, o referință la sunetele pe care le scoate râul. Numele în limba cehă a fost creat din denumirea germană.

## Caracteristici

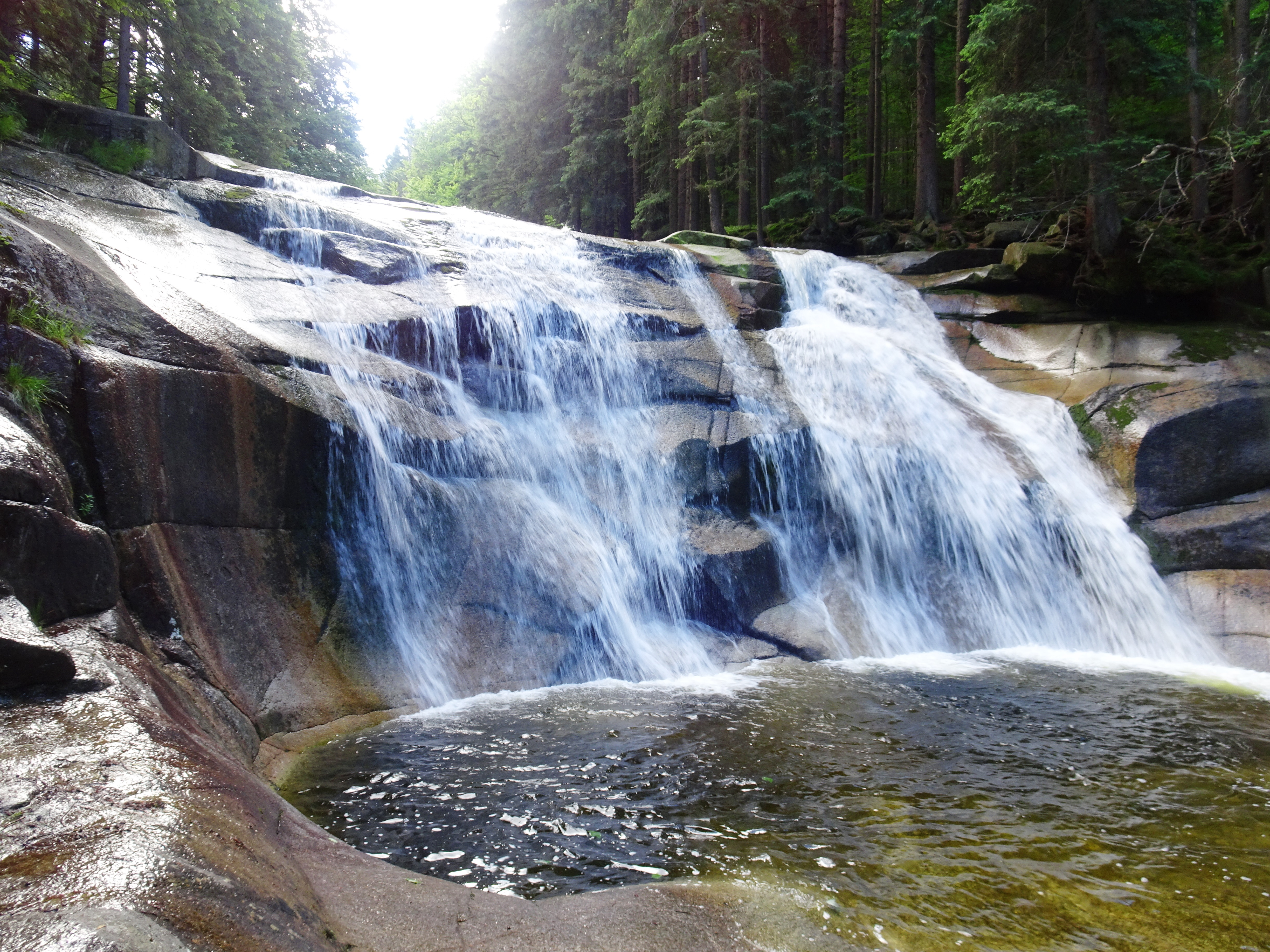
Cascada Mumlava

Mumlava își are izvorul pe teritoriul comunei Vítkovice din Munții Karkonosze (Munții Uriași), la o altitudine de 1.364 m (4.475 ft) și curge către Harrachov, unde se varsă în râul Jizera la o altitudine de 570 m (1.870 ft). Are o lungime de 12,6 kilometri (7,8 mi). Bazinul său hidrografc are o suprafață de 51,6 kilometri pătrați (19,9 mi2).
Debitul mediu la gura sa de evacuare este de 1,98 m3/s.
Cei mai lungi afluenți ai râului Mumlava sunt:
| Nume afluent       | Lungime (km) | Afluent de |
| ------------------ | ------------ | ---------- |
| Milnice / Mielnica | 6,8          | dreapta    |
| Ryzí potok         | 5,2          | stânga     |
| Bílá voda          | 4,7          | dreapta    |

## Curs

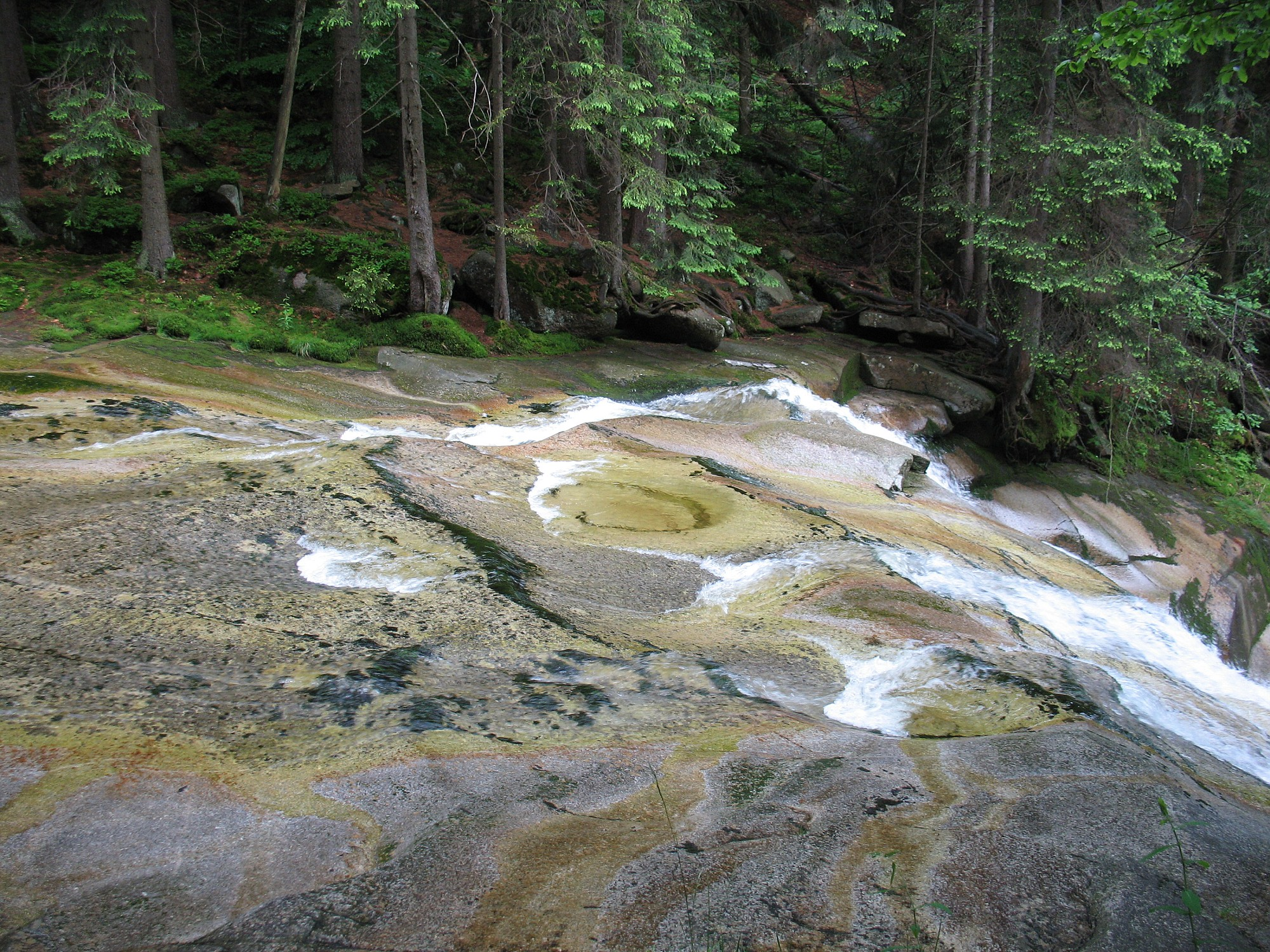
Marmite de eroziune în Mumlava

Râul curge prin teritoriile comunelor Vítkovice⁠(d), Rokytnice nad Jizerou și Harrachov. 
Cursul superior al râului Mumlava (până la confluența sa cu pârâul Malá Mumlava) se mai numește și Velká Mumlava.

## Cascada Mumlava
Râul este cunoscut pentru Cascada Mumlava, care este cea mai mare și una dintre cele mai faimoase cascade din Cehia.
Are un debit de 800 l/s și o înălțime de 8,9 metri.
Cascada Mumlava este o destinație turistică populară. Se găsește aproape de Harrachov (oraș la patru km de granița cu Polonia). Accesibilitatea sa o face cea mai vizitata cascada din Cehia.
Apa cascadei a creat așa-numitele marmite de eroziune în albia de granit. Acestea au până la 2,9 metri adâncime. Iarna, se creează uneori și o cascadă de gheață.

## Faună
Puține animale trăiesc în râu. Aceasta este o condiție naturală, care nu este cauzată de oameni.

## Turism
Mumlava este potrivită pentru turismul fluvial. Cu toate acestea, doar ultimii patru kilometri sunt accesibili din cauza situării râului în Parcul Național Krkonoše, iar râul este potrivit doar pentru vâslași experimentați.